# انقباض زودرس بطنی
انقباض زودرس بطنی (با انقباض پیش‌رس بطنی، یا انقباض زودهنگام بطنی) (انگلیسی: Premature ventricular contraction) یکی از رخدادهای نسبتاً رایج و از یافته‌های شایع در غالب نوارهای قلبی است. به‌طور کلی، انقباض زودهنگام قلب که خارج از آهنگ طبیعی آن و بر اثر تحریک خارج از گـره سینـوسی ‌ـ دهلیزی رخ می‌دهد را انقباض زودرس (extrasystole) می‌گویند.
در انقباض زودرس بطنی، تپش قلب به جای این‌که طبق معمول از گره سینوسی- دهلیزی نشأت بگیرد از فیبرهای پورکینیه بطن قلب منشأ می‌گیرد.
در بعضی مواقع تپش قلب به صورت نابجا و نابهنگام بروز پیدا می‌کند که فرد احساس می‌کند قلبش می‌ریزد یا یک ضربه محکم به دیواره قفسه سینه اصابت می‌کند. اگر فرد در این حالت نبض خود را گرفته باشد متوجه می‌شود که یک نبض خالی زده است. این نوع تپش قلب در اکثر موارد نشانه یکی از شایعترین آریتمی‌های قلبی است همان «انقباض زودرس بطنی» (PVC) است که اگر تعداد آن از حدی بیشتر شود ممکن است خطرات جدی برای فرد به همراه داشته باشد.
به PVC یک در میان بایژمینه ،
به PVC دو در میان تری ژمینه ،
به دو PVC چسبیده بهم کوپل ،
به PVC با شکلهای متفاوت مولتی فوکال یا چندکانونی میگویند.
تکرار PVC میتواند منجر به تاکیکاردی بطنی ، فلوتر بطنی ، فیبریلاسیون بطنی و در نهایت ارست یا ایست قلبی گردد. لذا پیگیری علت و درمان PVC های تکرار شونده مهم میباشد.